# JA Drancy
JA Drancy, właśc. Jeanne d’Arc de Drancy – francuski klub piłkarski z siedzibą w Drancy.

## Historia
Klub został założony w 1903. W 2018 po raz pierwszy w swojej historii awansował do trzeciej ligi. W edycji 2018/2019 zajął w niej 18. miejsce i spadł do czwartej ligi, a sezon później do piątej.

## Reprezentanci kraju grający w klubie
Stan na grudzień 2023
|  | - Aboubacar Ouattara - Hamado Kassi Ouédraogo - Germain Sanou - Hugues Mvoulé Nzé - Arnold Abelinti - Teddy Bartouche-Selbonne - Erwan Regulus - Jorris Romil - Windsor Noncent - Saïd Ben Boina - Nayef Saïd Hachim |  | - Abdallah Imamo - Alsény Keita - Steeve Penel - Bakari Camara - Ousmane Samba - Jérémy Villeneuve - Mohammed Ali Shatrit - Jérémy Peterson - Cheikh Guèye - Frédéric Mendy - Nader Ghandri |